# 河合洋尚
河合 洋尚（かわい ひろなお、1977年 - ）は、日本の景観人類学者、東京都立大学教授。

## 人物・来歴
神奈川県生まれ。2001年関西学院大学社会学部社会学科専攻卒業、2009年東京都立大学社会科学研究科社会人類学専攻博士課程修了、「相律する景観 中国広州市の都市景観再生をめぐる人類学的研究」で博士（社会人類学）。2013年国立民族学博物館助教、2017年准教授、2021年都立大准教授。河合利光の子。

## 著書
- 『景観人類学の課題 中国広州における都市環境の表象と再生』風響社、2013.4
- 『〈客家空間〉の生産 梅県における「原郷」創出の民族誌』風響社, 2020.2
- 『景観人類学入門』 (風響社ブックレット. 関西学院大学現代民俗学・文化人類学リブレット) 2020.7

### 共編著
- 『景観人類学 身体・政治・マテリアリティ』編. 時潮社, 2016.3
- 『フィールドワーク 中国という現場、人類学という実践』西澤治彦共編. 風響社, 2017.6
- 『資源化される「歴史」 中国南部諸民族の分析から』長谷川清共編. 風響社, 2019.3
- 『客家 歴史・文化・イメージ』飯島典子, 小林宏至共著. 現代書館, 2019.5